# NUTS da Áustria
A Nomenclatura de Unidades Territoriais para fins estatísticos (NUTS) da Áustria é um sistema estatístico, administrado pela Eurostat para a União Europeia. Ela divide a Áustria em três níveis, conforme segue:
- NUTS 1: Grupos de estados da Áustria
- NUTS 2: Estados da Áustria
- NUTS 3: Grupos de Distritos

## Códigos NUTS
Os códigos NUTS são os seguintes:
AT1 Áustria Oriental (Ostösterreich)
AT11 Burgenland
AT111 Mittelburgenland
AT112 Nordburgenland
AT113 Südburgenland
AT12 Baixa Áustria (Niederösterreich)
AT121 Mostviertel-Eisenwurzen
AT122 Niederösterreich-Süd
AT123 Sankt Pölten
AT124 Waldviertel
AT125 Weinviertel
AT126 Wiener Umland/Nordteil
AT127 Wiener Umland/Südteil
AT13 Viena (Wien)
AT130 Viena (Wien)
AT2 Sul da Áustria (Südösterreich)
AT21 Carinthia (Kärnten)
AT211 Klagenfurt-Villach
AT212 Oberkärnten
AT213 Unterkärnten
AT22 Styria (Steiermark)
AT221 Graz
AT222 Liezen
AT223 Östliche Obersteiermark
AT224 Oststeiermark
AT225 West- und Südsteiermark
AT226 Westliche Obersteiermark
AT3 Áustria Ocidental (Westösterreich)
AT31 Alta Áustria (Oberösterreich)
AT311 Innviertel
AT312 Linz-Wels
AT313 Mühlviertel
AT314 Steyr-Kirchdorf
AT315 Traunviertel
AT32 Salzburg
AT321 Lungau
AT322 Pinzgau-Pongau
AT323 Salzburg und Umgebung
AT33 Tyrol (Tirol)
AT331 Außerfern
AT332 Innsbruck
AT333 Osttirol
AT334 Tiroler Oberland
AT335 Tiroler Unterland
AT34 Vorarlberg
AT341 Bludenz-Bregenzer Wald
AT342 Rheintal-Bodenseegebiet